# Germanodactylus
Il germanodattilo (gen. Germanodactylus) ("dito germanico crestato") era uno pterosauro primitivo che visse in Germania nel Giurassico,150 milioni di anni fa.

## Descrizione
Con un'apertura alare di 1.35 metri, questo volatile non doveva essere certo imponente, ma era comunque importante: è infatti tra i primi pterosauri a possedere una cresta, anche se in questo caso era molto piccola, bassa e ricoperta da tessuto osseo. Doveva essere certamente usata come richiamo sessuale. Esso si appollaiava a testa in giù, come i pipistrelli odierni. Il becco più lungo e stretto dei suoi predecessori. I pochi denti erano accumulati e arretrati. 

## Adatto il volo
Le ossa erano adatte per resistere allo sforzo. Una coracoide (forcella) a V fissava lo sterno (cassa toracica) alla scapola per sostenere la spinta.